# دریس دونینس
دریس دونینس (انگلیسی: Dries Devenyns؛ زادهٔ ۲۲ ژوئیهٔ ۱۹۸۳) دوچرخه‌سوار اهل بلژیک است.
از باشگاه‌هایی که در آن بازی کرده‌است می‌توان به آی‌ای‌ام سایکلینگ، تیم کوئیک‌استپ فلورز، تیم سانوب، و تیم کوئیک‌استپ فلورز اشاره کرد.